# Dona i Ocell

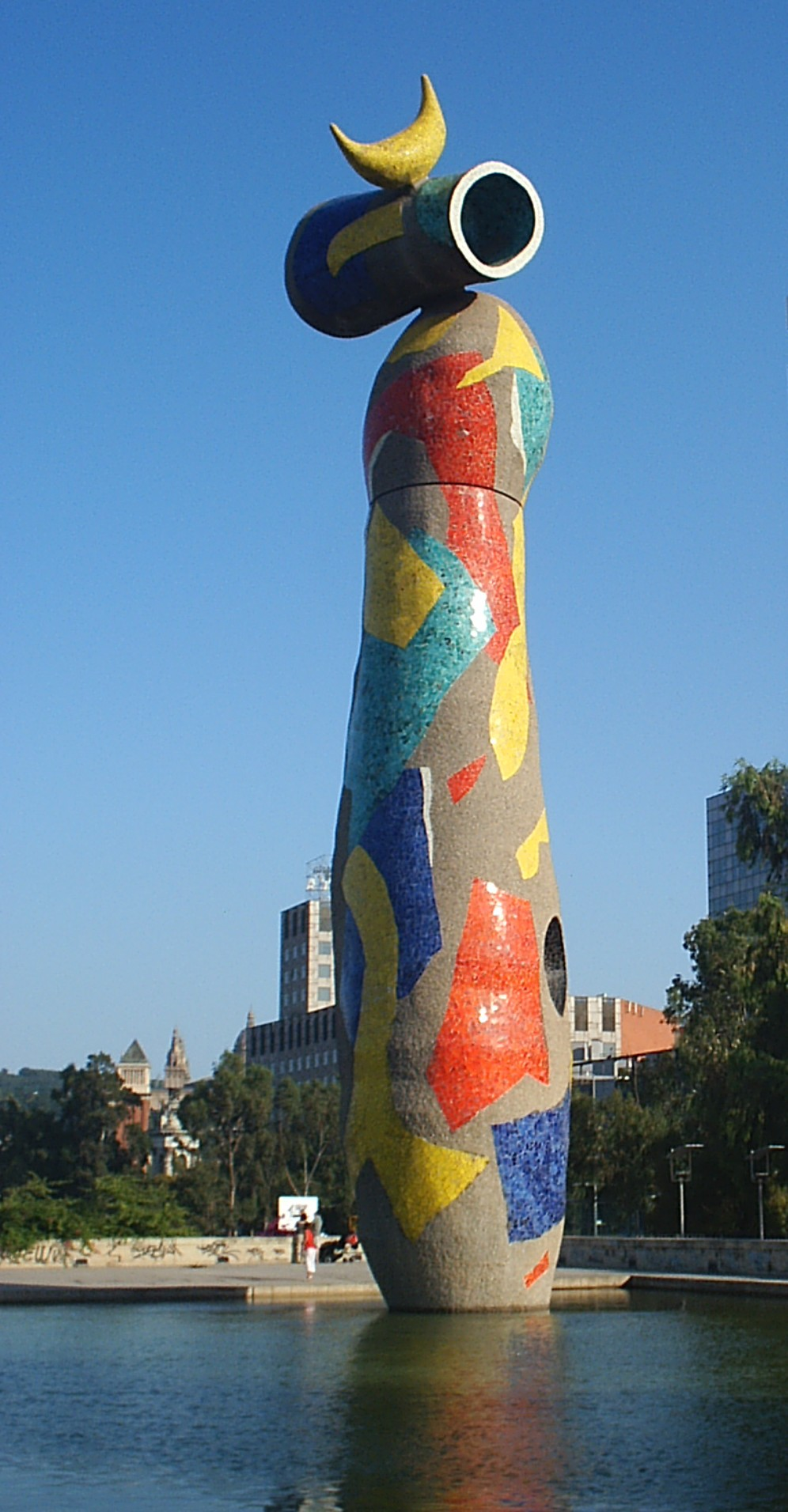
Dona i Ocell van Joan Miró

Dona i Ocell (Nederlands: Vrouw en vogel) is een grote sculptuur van Joan Miró. Het kunstwerk staat in een meertje in het Parc Joan Miró in Barcelona en is 22 meter hoog. De sculptuur moet een vrouw met een hoed voorstellen met daarop een vogel. Het kunstwerk is in 1983 voltooid, enkele maanden voor het overlijden van de kunstenaar.

## Afbeeldingen

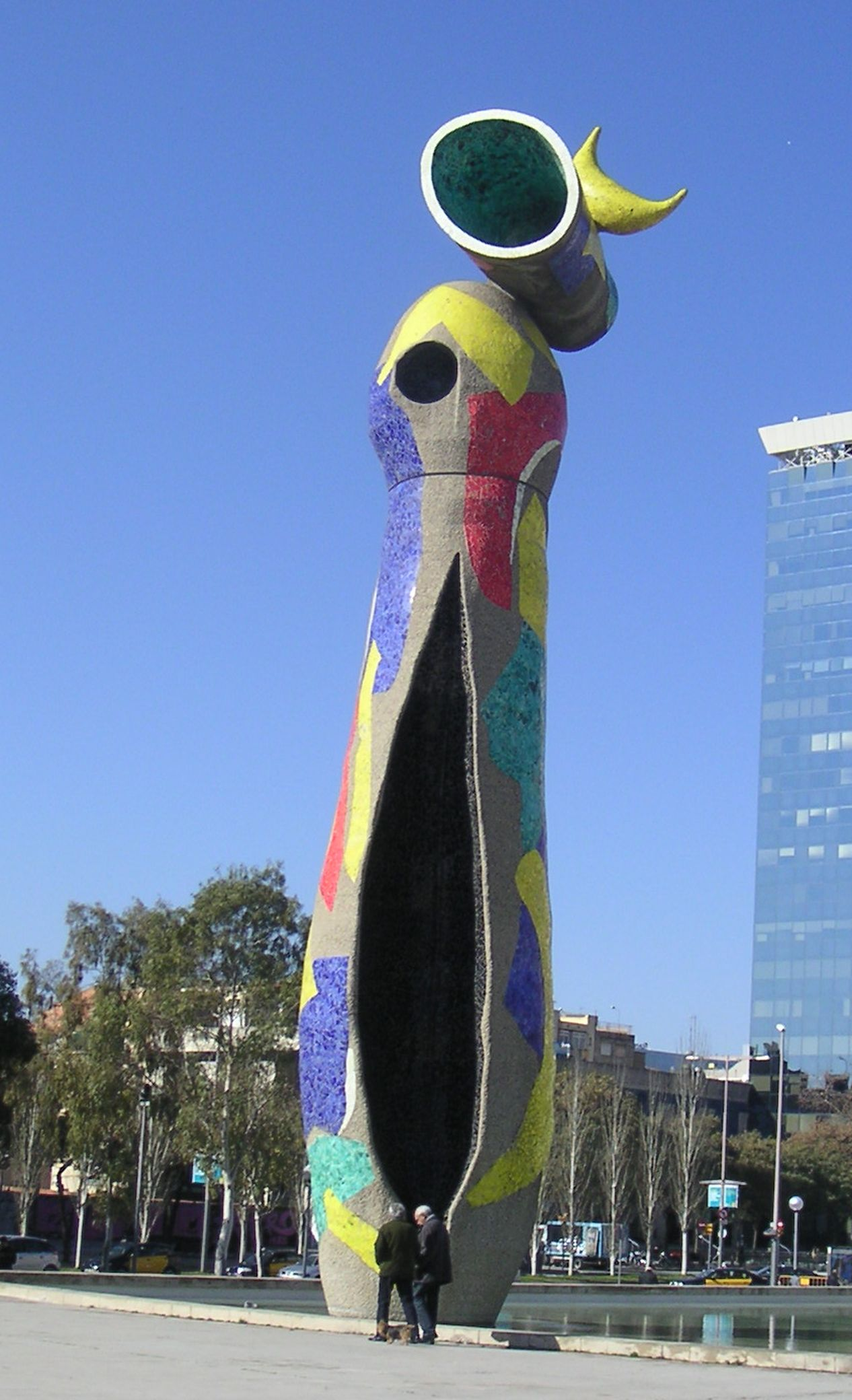
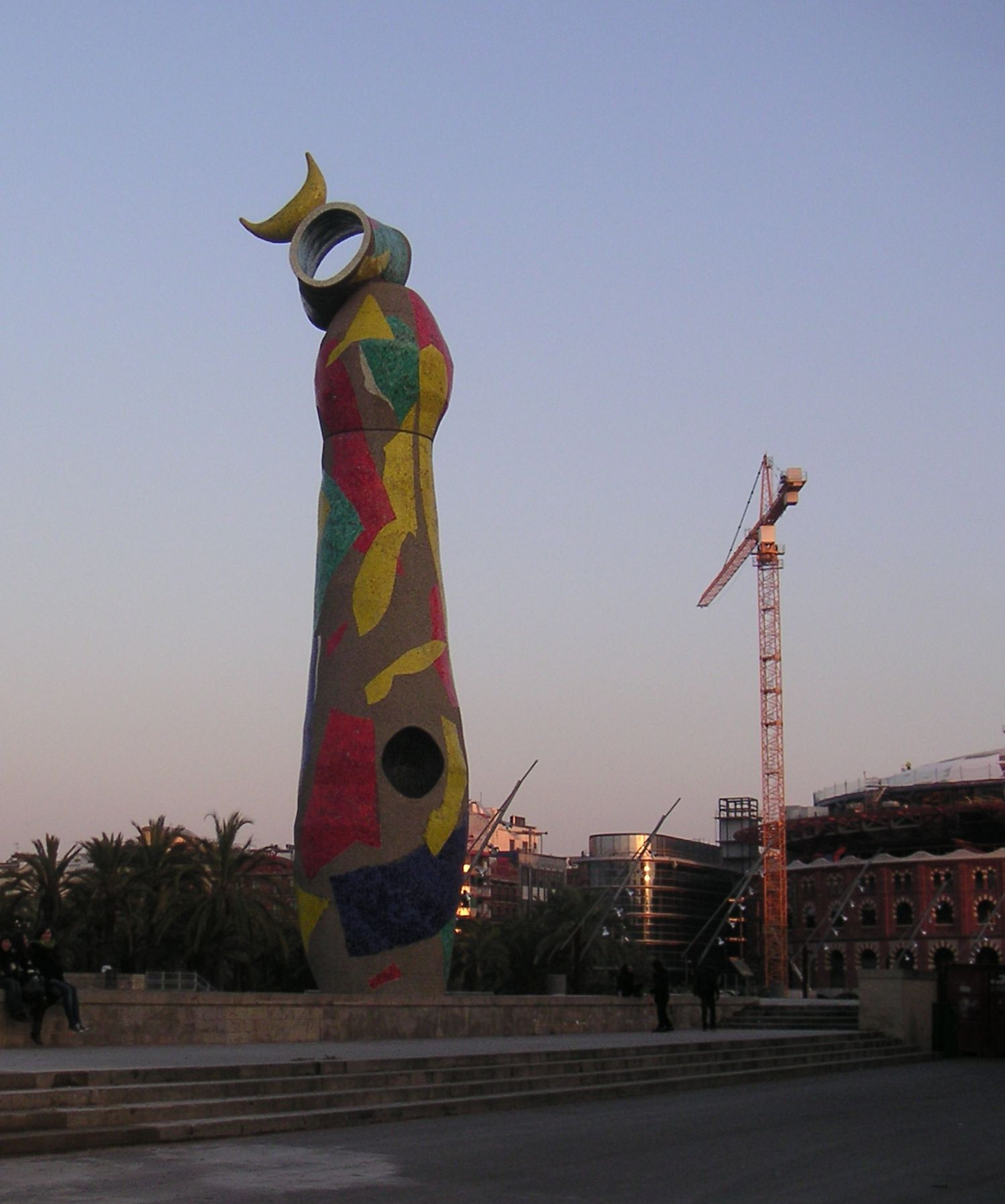
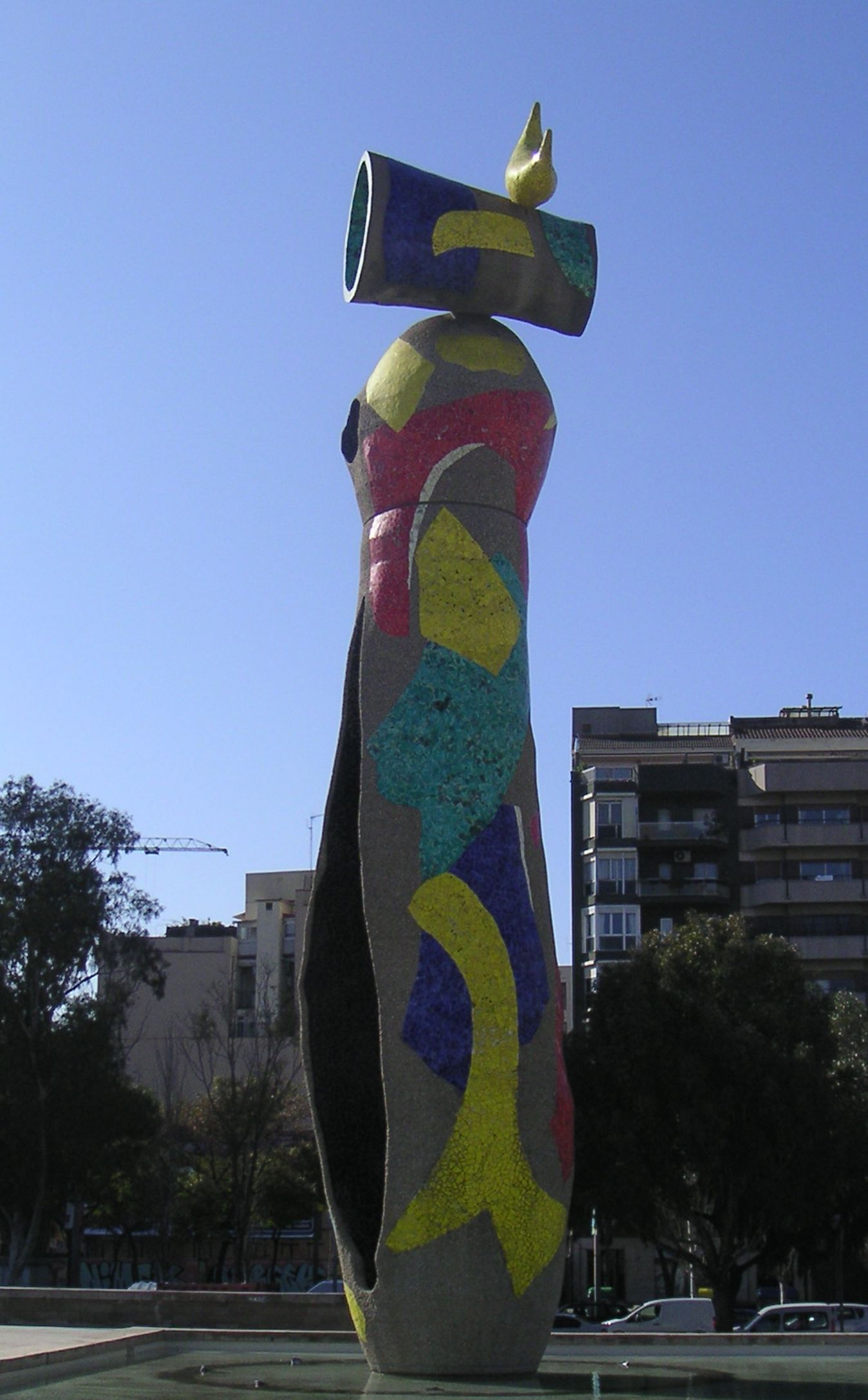
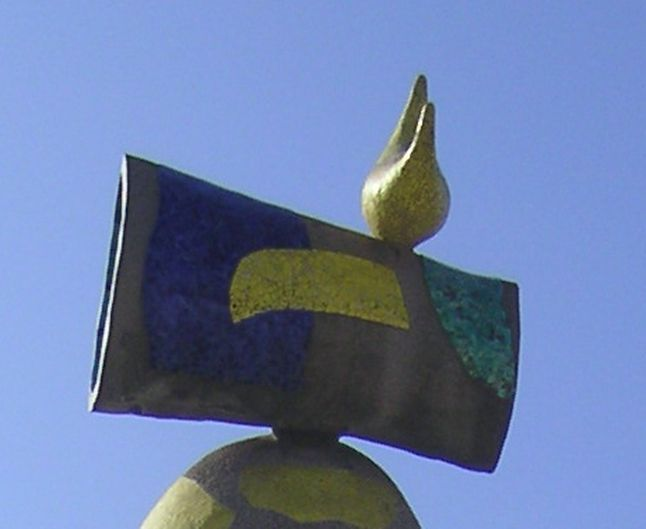
Detail van de vogel